# Колледжи Оксфордского университета
Самый первый колледж Оксфордского университета — Университетский (англ. University College) — основан в 1249 году. Два других колледжа Оксфорда, претендующих на историческое первенство — «Баллиол» (англ. Balliol, 1260 год) и «Мертон» (англ. Merton, 1264 год) — названы в честь своих создателей. Джон I де Баллиол был отцом Иоанна I — будущего короля Шотландии, а основателем второго был лорд-канцлер Уолтер де Мертон. Это одна из оксфордских традиций — зачастую колледжи основывали очень высокопоставленные персоны, даже монархи. А кардинал Томас Уолси в 1525 году открыл колледж имени самого себя — чтобы сохранить память о себе в веках, ныне — Крайст-черч. Каждый вечер во дворе колледжа Крайст-черч раздается звон ритуального колокола «Большой Том». Собор этого колледжа с 1546 года является кафедральным, и в нём собрана богатая коллекция витражей.
Колледж Крайст-черч — самый большой и красивый в Оксфорде, а один из самых роскошных — колледж Магдалины — находится на берегу реки Чаруэлл. В 1458 году его основал один из преподавателей Винчестерского колледжа. Колокольня и мост Магдалины стали символом города, а хор колледжа каждый год 1 мая на башне поёт гимн причащения. Напротив колледжа Магдалины расположен старейший ботанический сад Великобритании, который открыли студенты-медики в 1621 году.

## Список колледжей
| Название                   | Оригинальное название     | Дата основания               | Братский колледж в Кембридже | Бюджет (на 2006 год) | Изображение |
| -------------------------- | ------------------------- | ---------------------------- | ---------------------------- | -------------------- | ----------- |
| Колледж всех душ           | All Souls College         | 1438                         | Trinity Hall                 | 224 588 173 £        |             |
| Баллиол-колледж            | Balliol College           | 1263                         | St John’s College            | 78 307 504 £         |             |
| Брасенос-колледж           | Brasenose College         | 1509                         | Gonville and Caius College   | 97 731 209 £         |             |
| Крайст-Чёрч                | Christ Church             | 1546                         | Тринити-колледж              | 228 744 460 £        |             |
| Колледж Корпус-Кристи      | Corpus Christi College    | 1517                         | Corpus Christi College       | 57 749 353 £         |             |
| Эксетер-колледж            | Exeter College            | 1314                         | Emmanuel College             | 46 831 123 £         |             |
| Колледж Грин Тэмплтон      | Green Templeton College   | 2008                         | Колледж Святого Эдмунда      |                      |             |
| Колледж Харриса Манчестера | Harris Manchester College | 1786 (статус колледжа: 1996) |                              | 7 871 000 £          |             |
| Хэртфорд-колледж           | Hertford College          | 1282 (статус колледжа: 1740) |                              | 51 736 000 £         |             |
| Колледж Иисуса             | Jesus College             | 1571                         | Jesus College                | 118 606 000 £        |             |
| Кэбл-колледж               | Keble College             | 1870                         | Selwyn College               | 47 248 000 £         |             |
| Келлогг-колледж            | Kellogg College           | 1990 (статус колледжа: 1994) |                              |                      |             |
| Леди Маргарет Холл         | Lady Margaret Hall        | 1878                         | Newnham College              | 33 815000 £          |             |
| Линакр-колледж             | Linacre College           | 1962                         | Хьюз Холл                    | 12 971 000 £         |             |
| Линкольн-колледж           | Lincoln College           | 1427                         | Downing College              | 69 476 000 £         |             |
| Магдален-колледж           | Magdalen College          | 1458                         | Magdalene College            | 153 086 000 £        |             |
| Мэнсфилд-колледж           | Mansfield College         | 1886 (статус колледжа: 1995) | Homerton College             | 11 766 000 £         |             |
| Колледж Мёртон             | Merton College            | 1264                         | Питерхаус                    | 142 366 000 £        |             |
| Новый колледж              | New College               | 1379                         | Королевский колледж          | 143 000 000 £        |             |
| Наффилд-колледж            | Nuffield College          | 1937                         |                              | 146 206 203 £        |             |
| Ориел-колледж              | Oriel College             | 1326                         | Клэр-колледж                 | 77 486 982 £         |             |
| Пембрук-колледж            | Pembroke College          | 1624                         | Куинз-колледж                | 40 441 909 £         |             |
| Куинз-колледж              | The Queen’s College       | 1341                         | Pembroke College             | 130 872 576 £        |             |
| Колледж Святой Анны        | St Anne’s College         | 1878 (статус колледжа: 1952) | Колледж Мюррей Эдвардс       | 39 751 255 £         |             |
| Колледж Святого Антония    | St Antony’s College       | 1950 (статус колледжа: 1963) |                              | 29 619 743 £         |             |
| Колледж Святой Екатерины   | St Catherine’s College    | 1963                         | Колледж Робинсона            | 53 138 357 £         |             |
| Колледж Святого Креста     | St Cross College          | 1965                         | Клэр Холл                    |                      |             |
| Эдмунд Холл                | St Edmund Hall            | 1226 (статус колледжа: 1957) | Fitzwilliam College          |                      |             |
| Колледж Святой Хильды      | St Hilda’s College        | 1893                         |                              | 39 034 000 £         |             |
| Колледж Санкт-Хью          | St Hugh’s College         | 1886                         | Клэр-колледж                 | 27 269 000 £         |             |
| Колледж Святого Иоанна     | St John’s College         | 1555                         | Sidney Sussex College        | 303 850 750 £        |             |
| Колледж Святого Петра      | St Peter’s College        | 1929 (статус колледжа: 1961) | Нет                          | 34 289 000 £         |             |
| Сомервилл-колледж          | Somerville College        | 1879                         | Girton College               | 44 510 000 £         |             |
| Тринити-колледж            | Trinity College           | 1554                         | Колледж Черчилля             | 67 606 000 £         |             |
| Университетский колледж    | University College        | 1249                         | Trinity Hall                 | 90 622 000 £         |             |
| Уодхэм-колледж             | Wadham College            | 1610                         | Christ’s College             | 65 798 000 £         |             |
| Вольфсон-колледж           | Wolfson College           | 1966 (статус колледжа: 1981) | Колледж Дарвина              |                      |             |
| Вустер-колледж             | Worcester College         | 1714                         | St Catharine’s College       | 32 000 000 £         |             |